# Maharashtrawadi Gomantak Party
Maharashtrawadi Gomantak Party (MGP), det äldsta politiska partiet i den indiska delstaten Goa. Partiet har sin bas bland icke-brahminska hinduer, en grupp i stort som utgör den fattigare halvan av delstatens befolkning.
Under de första 18 år efter att Goa förenats med Indien ledde MGP delstatsregeringen. Idag har dock partiet marginaliserats. BJP har tagit över flertalet av de hinduiska väljarna, och även en stor del av partikadern. Krisen har till och med nått så långt att man diskuterat att upplösa partiet.
MGP har idag ett mandat (av 40) i Goas delstatsförsamling. I valet till Lok Sabha 2004 hade partiet lanserat kandidater i båda valkretsarna i Goa. De fick 5377 respektive 2207 röster.